# Danica Curcic
Danica Curcic (født 27. august 1985) er en serbisk-dansk skuespiller. Hun er uddannet fra Dell'Arte International School of Physical Theatre og Den Danske Scenekunstskole i 2012, og har siden medvirket i flere danske og udenlandske film-, tv- og teaterproduktioner, såsom Fasandræberne (2014), Stille hjerte (2014), LULU (2012), Romeo og Julie (2014), Equinox (2020) og Kastanjemanden (2021). For sine præstationer har hun modtaget adskillige priser og nomineringer, såsom Bodil- og Robert-priser for hhv. bedste kvindelige hovedrolle og bedste kvindelige birolle.

## Opvækst
Curcic er født den 27. august 1985 i Beograd, Serbien som af datter af Mihajlo Ćurčić, selvstændig, og Vesna Bjelica Ćurčić, direktør. Hun har en yngre bror, Ognjen 'Oggi' Ćurčić (født 1988). Hendes forældre rejste til Danmark med hende i 1986, da hun var ét år gammel, idet hendes far fik arbejde på den jugoslaviske ambassade i København, hvor han skulle arbejde med turisme. Familien havde planlagt at rejse tilbage til Serbien efter et par år, men de endte med at forlænge deres ophold, da den jugoslavske borgerkrig i Balkan brød ud. Forældrene åbnede herefter et rejsebureau i København, hvor de begge arbejdede. Curcic voksede op i Sundby på Amager i et serbisk-ortodokst hjem, selvom hendes familie ikke var specielt udøvende i deres tro. Hun gik på den katolske privatskole Institut Sankt Joseph på Østerbro og efterfølgende på Sankt Annæ Gymnasium. Curcic har siden sin barndom været interesseret i skuespil, og undervejs i gymnasiet begyndte hun at tage dramatimer. Som barn gik hun ligeledes til klaver- og harmonika-undervisning.
Efter at have færdiggjort gymnasiet i 2002 ønskede hun at søge ind på Den Europæiske Filmhøjskole i Ebeltoft, men med sine kun 17 år var hun for ung til at blive optaget, så hun påbegyndte i 2003 et bachelorstudie ved Institut for Film- og Medievidenskab på Københavns Universitet, hvorfra hun dimitterede i 2007. Studiet på universitet viste sig dog ikke at være tilfredsstillende for hende, og Curcic tog derfor på sit andet år på et udvekslingsophold til universitet i Granada i Spanien: "...Jeg havde håbet på at møde et fællesskab og et socialt liv. Lysten til fællesskabet har altid været en stor vilje. Det skete bare ikke på universitetet. Jeg blev for rastløs. Det var, når jeg lavede dokumentarfilm og mødte andre mennesker, jeg følte, jeg levede..." En amerikansk kæreste ledte hende efterfølgende videre til det nordlige Californien, hvor hun stiftede bekendtskab med Dell'Arte International School of Physical Theatre; her studerede hun fra 2006 til 2007. Hun gik herefter til optagelsesprøve på den klassiske teaterskole Actors Conservatory Theatre (ACT) i San Francisco, hvor hun blev tilbudt optagelse. Hun takkede dog nej til tilbuddet og flyttede tilbage til Danmark, hvor hun søgte ind på Den Danske Scenekunstskole i København. Her blev hun optaget i 2008.

## Karriere

### 2012-2018
Efter endt uddannelse i 2012 blev Curcic ansat ved Det Kongelige Teater, hvor hun, ligeledes i 2012, fik debut med titel- og hovedrollen i Frank Wedekinds tragedie Lulu. For sin rolle som barneluderen Lulu, der efter et kort og omtumlet liv bliver dræbt, modtog Curcic stor ros og en Reumert-nominering for Årets kvindelige hovedrolle. Under sin uddannelse fik hun i 2011 tv-debut med en birolle i den danske krimiserie Den som dræber og filmdebut året efter i 2012 med thrilleren Over kanten, som modtog blandede anmeldelser. I 2013 medvirkede hun i flere tv-projekter, såsom den svenske krimiserie Wallander, den danske krimidramaserie Broen og kortfilmen Oasen.
I 2014 spillede Curcic rollen som Julie i Shakespeares romantiske drama Romeo og Julie på Det Kongelige Teater, hvor hun spiller over for Thomas Hwan. Samme år optrådte hun i flere film, heriblandt i Hella Joofs komedie All Inclusive, ungdomsfilmen Lev stærkt, krimidramaet Fasandræberne og Bille Augusts drama Stille hjerte. Curcic modtog stor ros og anerkendelse for sine præstationer, der indbragte hende hele to nomineringer til Bodiluddelingen 2015 for henholdsvis bedste kvindelig hovedrolle som den psykisk skrøbelige datter Sanne i Stille hjerte og bedste kvindelige birolle for den fortabte Kimmie, der bærer på en grum hemmelighed, i Fasandræberne. Hun vandt prisen for bedste kvindelige hovedrolle. Hun vandt desuden sin første Robertpris for bedste kvindelige birolle for sin præstation i Stille hjerte. I 2014 var Curcic blandt de ti udvalgte europæiske skuespillere, der modtog talentprisen "Shooting Star Award" ved Filmfestivalen i Berlin,, ligesom at hun modtog kulturprisen Ove Sprogøe Prisen, som blev uddelt på Sprogøes fødselsdag den 21. december.
Curcic medvirkede i 2015 i Daniel Denciks drama Gyldkysten samt i May el-Toukhys instruktørdebut Lang historie kort, hvor hun spiller overfor bl.a. Trine Dyrholm, Mille Lehfeldt og Jens Albinus. Samme år spillede hun monologen Lort på Husets Teater i København, hvor hun under hele forestillingen optrådte fuldkommen nøgen på scenen. I 2016 medvirkede hun i det historiske krigsdrama Fuglene over sundet. Trods overvejende negative anmeldelser af filmen blev Curcic nomineret til både en Bodil- og en Robertpris for bedste kvindelige hovedrolle. Samme år medvirkede hun også i den norske dramaserie Nobel.
I 2017 spillede hun titel- og hovedrollen i dramaet Darling, hvor hun spillede overfor Gustaf Skarsgård og Ulrich Thomsen. For at forberede sig til rollen som primaballerina hos Den Kongelige Ballet tabte Curcic sig 14 kilo ved at følge en stram kost- og træningsplan, hvor hun i fire måneder desuden trænede ballet og svømmede flere gange ugentligt. Til trods for blandede filmanmeldelser modtog Curcic for sin præstation som den ambitiøse ballerina, der efter en skade kommer tæt på få et nervøst nervesammenbrud, en Bodil-, en Robert- og en Zulu Award-nominering for bedste kvindelige hovedrolle. I 2017 medvirkede Curcic også i den amerikanske sciencefiction-thriller-serie The Mist, som er baseret på Stephen Kings horrorroman af samme navn fra 1980. I 2018 medvirkede Curcic i TV 2's dramaserie Kriger, hvor hun spillede over for Dar Salim og Lars Ranthe. I 2017 modtog hun Lauritzen-prisen sammen med Ole Thestrup samt en 50.000 kr. donation fra Lauritzen-fonden, som hun donerede til Chimalaya Charity.

### 2019-nu
I 2019 medvirkede Curcic i Charlotte Sachs Bostrups komedie Mødregruppen, hvor hun spillede over for Anders W. Berthelsen, Julie Agnete Vang og Martin Buch. For sin præstation som den snobbede jetsetkvinde og nybagte mor, Line, modtog Curcic stor ros og anerkendelse for også at kunne favne det komiske aspekt af skuespillet. Samme år medvirkede hun også i det norske drama Ud og stjæle heste, der er baseret på romanen af samme navn af Per Petterson. Curcic spillede også med i Jesper W. Nielsens drama Undtagelsen i 2019, og hendes præstation som forskeren Iben, der trues på livet af ukendte personer, modtog hun endnu en Bodil- og en Robert-nominering for bedste kvindelige hovedrolle.
Curcic medvirkede i 2020 i den danske okkulte Netflix-serie Equinox. Serien i seks afsnit, der er baseret på DR's dramapodcast Equinox 1985 af Tea Lindeburg, blev modtaget med positive anmeldelser. I november 2020 modtog Curcic Kronprinsparrets Kulturpris som hæder for sit skuespiltalent og sit "store mod og sit kompromisløse kunstneriske bidrag". Curcic modtog prisen ved Kronprinsparrets Priser-uddelingen på Værket i Randers.
I 2021 medvirkede Curcic i endnu en Netflix-serie, krimidramaserien Kastanjemanden, hvor hun spillede overfor Mikkel Boe Følsgaard. Serien på seks afsnit blev modtaget med positive anmeldelser. Samme år medvirkede hun også i Ole Bornedals autentiske krigsdrama Skyggen i mit øje, der omhandler det fejlagtige bombeangreb på Den Franske Skole under 2. verdenskrig. I 2023 medvirkede hun i Malou Reymanns historiske drama Ustyrlig som omhandler kvindeanstalten på Sprogø i 1950'erne.  Samme år medvirkede hun også i Birgitte Stærmoses komedie Camino overfor Lars Brygmann i rollen som den småtriste Regitze, der skal som følge af sin afdøde mors sidste ønske skal gå caminoen med sin far. Filmen er den første dansksprogede spillefilm som er produceret og udgivet af og på streamingtjenesten Viaplay.
I 2025 spiller hun en af de bærende roller i Fremmed - Det første opgør som lederen af en stamme jægere i datidens danske stenalder.

## Privat
Curcic offentliggjorde i oktober 2021, at hun danner par med den amerikanske skuespiller, Darren Pettie. Parret mødte hinanden under optagelserne til tv-serien The Mist.

## Filmografi

### Film
| År   | Titel                      | Rolle                  |
| ---- | -------------------------- | ---------------------- |
| 2012 | Over kanten                | Veronika               |
| 2013 | Oasen                      | Laura                  |
| 2014 | All Inclusive              | Ditte                  |
| 2014 | Lev stærkt                 | Signe                  |
| 2014 | Fasandræberne              | Kimmie                 |
| 2014 | Stille hjerte              | Sanne                  |
| 2015 | Guldkysten                 | Caroline               |
| 2015 | Lang historie kort         | Maya                   |
| 2016 | Fuglene over sundet        | Miriam Itkin           |
| 2017 | Darling                    | Darling                |
| 2019 | Mødregruppen               | Line                   |
| 2019 | Undtagelsen                | Iben                   |
| 2019 | Ud og stjæle heste         | Jons mor               |
| 2021 | Skyggen i mit øje          | Rigmors mor            |
| 2022 | Mrak                       | Vukica                 |
| 2022 | Baby Pyramid               | Hannah                 |
| 2023 | Ustyrlig                   | Frk. Ahlefeldt-Laurvig |
| 2023 | Camino                     | Regitze                |
| 2025 | Fremmed - Det første opgør | Oomo                   |

### Serier
| År   | Titel          | Rolle         |
| ---- | -------------- | ------------- |
| 2013 | Broen II       | Beate         |
| 2016 | Nobel          | Adella Hanefi |
| 2017 | The Mist       | Mia Lambert   |
| 2018 | Kriger         | Louise        |
| 2020 | Equinox        | Astrid        |
| 2021 | Kastanjemanden | Naia Thulin   |
| 2025 | Reservatet     |               |

### Udvalgt filmdub
| År   | Film                  | Rolle             |
| ---- | --------------------- | ----------------- |
| 2014 | Big Hero 6            | Go Go Tomago      |
| 2018 | De Utrolige 2         | Evelyn Deavor     |
| 2019 | Mysteriet om Mr. Link | Adelina Fortnight |

## Priser og hædersbevisninger
| År   | Nomineret værk      | Pris                                                   | Resultat  |
| ---- | ------------------- | ------------------------------------------------------ | --------- |
| 2014 |                     | EFP Shooting Star                                      | Vundet    |
| 2015 | Oasen               | Ekko Shortlist Award for bedste kvindelige skuespiller | Nomineret |
| 2015 | All Inclusive       | Zulu Award for årets danske skuespiller                | Nomineret |
| 2015 | Fasandræberne       | Bodilprisen for bedste kvindelige birolle              | Nomineret |
| 2015 | Fasandræberne       | Robert for årets kvindelige hovedrolle                 | Nomineret |
| 2015 | Stille hjerte       | Bodilprisen for bedste kvindelige hovedrolle           | Vundet    |
| 2015 | Stille hjerte       | Robert for årets kvindelige birolle                    | Vundet    |
| 2017 | Fuglene over sundet | Bodilprisen for bedste kvindelige hovedrolle           | Nomineret |
| 2017 | Fuglene over sundet | Robert for årets kvindelige hovedrolle                 | Nomineret |
| 2018 | Darling             | Bodilprisen for bedste kvindelige hovedrolle           | Nomineret |
| 2018 | Darling             | Robert for årets kvindelige hovedrolle                 | Nomineret |
| 2018 | Darling             | Zulu Award for årets danske skuespiller                | Nomineret |
| 2019 | Kriger              | Robert for årets kvindelige hovedrolle – tv-serie      | Nomineret |
| 2020 | Ud og stjæle heste  | WorldFest Houston Award for kvindelige birolle         | Nomineret |
| 2021 | Undtagelsen         | Bodilprisen for bedste kvindelige hovedrolle           | Nomineret |
| 2021 | Undtagelsen         | Robert for årets kvindelige hovedrolle                 | Nomineret |

### Øvrige priser
- 2014: Ove Sprogøe Prisen[19]
- 2017: Lauritzen-prisen[11]
- 2020: Kronprinsparrets Kulturpris[13]